# Круонисская ГАЭС
Круонисская ГАЭС  (лит. Kruonio hidroakumuliacinė elektrinė) — гидроаккумулирующая электростанция, расположенная севернее посёлка Круонис в Кайшядорском районе Литвы на реке Неман.
Первый из 4 агрегатов заработал в 1992 году, полностью ведена в строй в 1998 году, входит в состав АО «Lietuvos energija».

## Общие сведения
Верхний бассейн (полный объём — 48,3 млн м³). Защитная железобетонная наклонная стена в грунте с песчано-известняковой завесой. 
Нижний бассейн (полный объём — 462,0 млн м³): нижним бассейном служит водохранилище Каунасской ГЭС на реке Неман. Вода из верхнего бассейна поступает в здание ГАЭС через 4 железобетонных водовода с внутренним диаметром 7,5 м.
В состав сооружений гидросооружения входят:
- здание ГАЭС деривационного типа
- в здании находится 8 обратимых турбин
- турбинный режим — 4 × 225 = 900 МВт, насосный режим — 4 × 217 = 868 МВт
- диаметр рабочего колеса 6,3 м
- расход воды при турбинном режиме — 4 × 226 м³/с
- расход воды при насосном режиме — 4 × 189 м³/с

Трубопровод:
- Длина 840 м
- Диаметр 8,4 м

Верхний бассейн:
- Площадь 3,06 км²
- Длина дамбы 6,3 км
- Максимальный уровень воды 153,5 м
- Минимальный уровень воды 140 м

Нижний бассейн:
- Длина 127 м
- Ширина 70 м

## Галерея

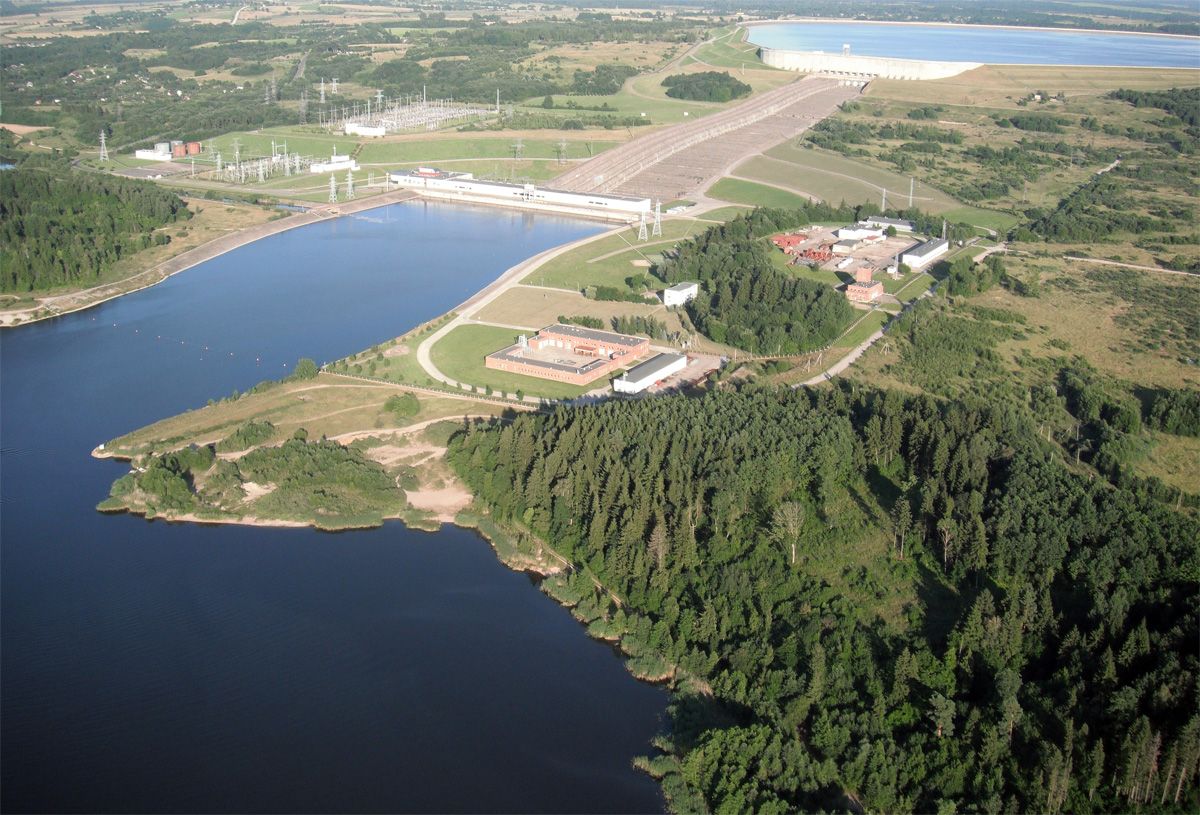
Вид со стороны нижнего бассейна
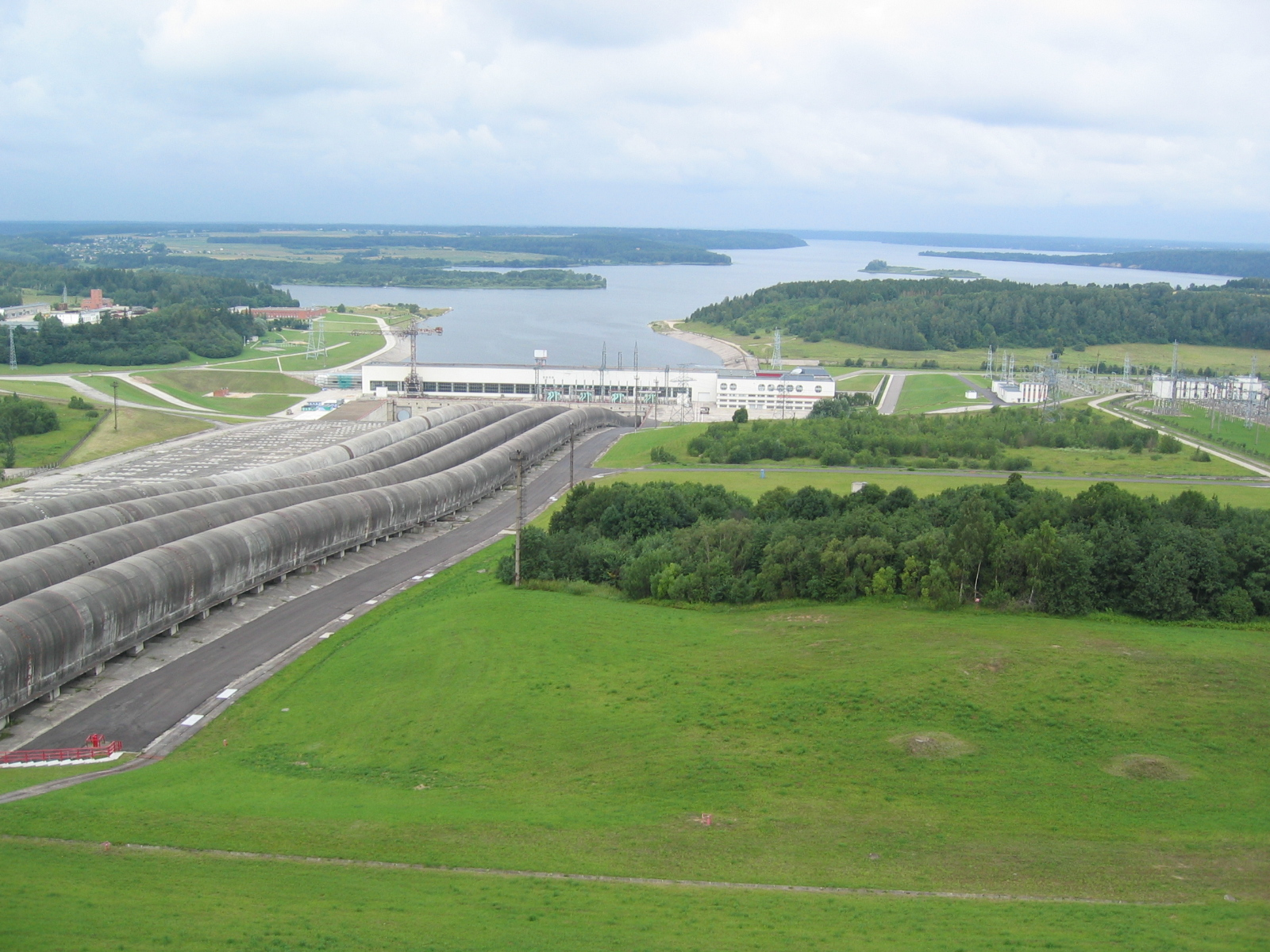